# 26 Korpus Pancerny (ZSRR)

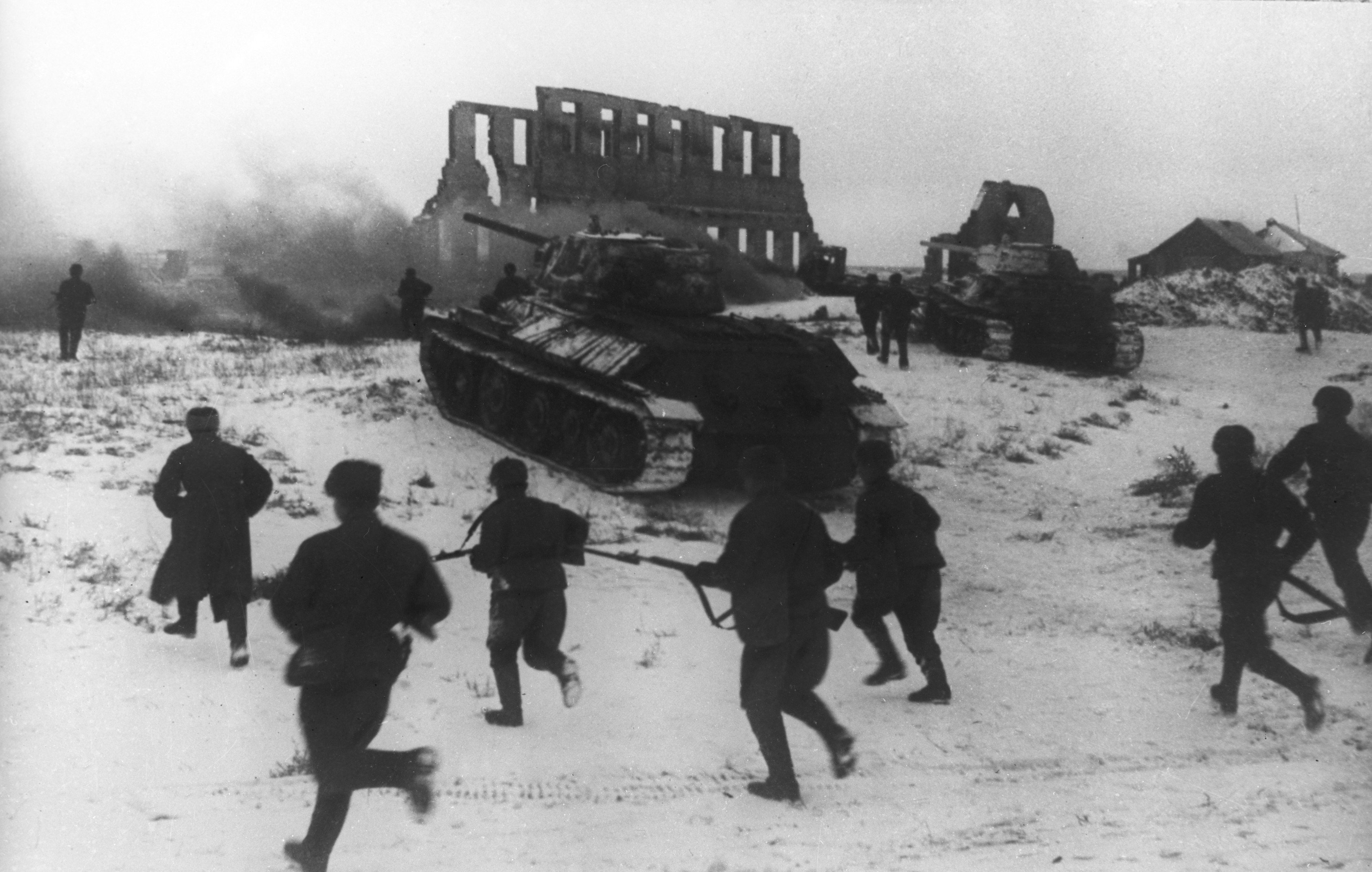
Radzieckie wojska pancerne atakują. Kałacz, listopad 1942

26 Korpus Pancerny (ros. 26-й танковый корпус) – jednostka pancerna Armii Czerwonej z okresu II wojny światowej.
26 Korpus Pancerny sformowany na podstawie dyrektywy z 23 czerwca 1942. Wchodził w skład 1 Armii Pancernej dowodzonej przez gen. mjr Kiriłła Moskalenkę. 26 Korpus Pancerny pod dowództwem gen. mjr Aleksieja Rodina uczestniczył w działaniach bojowych w rejonie Stalingradu. 
Rozkazem Naczelnego Wodza z 8 grudnia 1942 roku 26 KPanc. został przemianowany na 1 Gwardyjski Korpus Pancerny.

## Dowódcy korpusu
- gen. mjr Aleksiej Rodin[1] (13.07.1942 - 08.12.1942)

Szef sztabu:
- płk Aleksander Zinowiew (13.07.1942 - 09.09.1942)
- płk Andriej Pawłow (09.09.1942 - 08.12.1942)[3]

## Struktura organizacyjna
- 19 Brygada Pancerna
- 157 Brygada Pancerna
- 216 Brygada Pancerna
- 14 Brygada Piechoty Zmotoryzowanej[2]